# 沈光裕
沈光裕（1607年—1684年），字仲連，順天府大興縣（今北京市）人，明末清初學者。崇禎庚辰進士，任贛州府推官。入清不仕。

## 生平
沈光裕是天啟七年（1627年）丁卯科舉人，崇禎十三年（1640年）成進士，獲授贛州推官，審案明快敏捷；陞遷時遭逢北京、南京相繼失陷，因此周遊南北，最後隱居在海鹽，七十八歲去世。

## 著作
沈光裕早年憑恃意氣，晚年不得志而以酒寄情，見識依然遠大；寫詩奇氣勃發，亦專心研究字學，有《經字辨畧》、《韻言晚定》、《雁字詩》及雜著各一卷；《譻𧭈》六卷、《韻言溯》六卷、《別顏詩》七卷、《第杜》八卷、《四書字辨》二卷等著作流傳。

## 引用
1. 1 2  錢海岳《南明史·卷四十八·列傳第二十四》：（隆武）時江西疆吏：……沈光裕，字仲連，大興人，崇禎十三年進士。贛州推官，判決如流。將內擢而北京變聞，隱海鹽。卒年七十六【八】。
2. ↑  康熙《會稽縣志·卷二十·選舉志中》：天啟七年丁卯科（舉人）……沈光裕 北監
3. ↑  《崇禎十三年庚辰科進士三代履歷》：沈光裕，字仲連，丁未年（万历三十五年）十一月初四日生。錦衣衛官籍順天府大興人，丁卯四十四名，會試一百五十七名，三甲十二名，工部觀政，初授江西赣州府推官。曾祖福。祖信。父鍾。
4. ↑  康熙《大興縣志·卷五》：沈光裕，字仲連，大興人，崇禎庚辰進士。授贛州推官，閱案牘剖決如流，將內遷而國變又喪子無後，乃遨遊南北無常居，多隱跡江淮間，年七十八卒，於海鹽歸葬於北。光裕好奇負氣，晚年轗軻碓談縱飲，目光如炬發。為詩歌奇氣勃勃不可遏，尤篤志字學，手不釋卷，所著有《經字辨畧》、《韻言晚定》、《雁字詩》及雜著各一卷；《譻𧭈》六卷、《韻言溯》六卷、《別顏詩》七卷、《第杜》八卷、《四書字辨》二卷。